# Vakuovaný beton
Vakuovaný beton je druh betonu, který se nijak zvlášť neliší od obyčejného betonu. Při zpracovávání se však používá podtlak, díky kterému se ze směsi odsává nežádoucí vzduch a nadbytečná voda. Vzduch, který je obsažen v betonu se odsává jako první. Uniká z pórů betonové směsi a bere s sebou právě již zmíněnou nadbytečnou vodu. Díky vakuování se urychlí proces tuhnutí a tvrdnutí samotného betonu. Při tomto postupu dosahuje beton velkých pevnosti v tlaku ale i v tahu. Tento vakuovaný beton má pak mnohem větší neprostupnost a menší obrusnost než beton nevakuovaný.